# لاروتو
لاروُتو (به لاتین: Larvotto) یک منطقهٔ مسکونی در موناکو است که در شهرداری موناکو واقع شده‌است. لاروتو ۰٫۲۱۷۹۳۲ کیلومتر مربع مساحت و ۵٬۴۴۳ نفر جمعیت دارد.

### جمعیت شناسی
لاروُتو پرجمعیت ترین ناحیه شاهزاده نشین و جزو دومین ناحیه گسترده بعد از فونوی می باشد. کیفیت زندگی، در این ناحیه تا حدودی به علت تعداد بسیاری از پارک ها، لاروُتو را به ناحیه ای بسیار مشهور برای پیاده روی و هم برای توریست های مونگاسکی و هم برای توریست های خارجی تبدیل می نماید. همین علت باعث می شود که قیمت املاک بین ۱۰ تا ۲۰ درصد بیشتر از ناحیه های همجوار باشد.